# A Grande Família (Belém)
A Associação Carnavalesca A Grande Família (AC A Grande Família) é uma escola de samba da cidade de Belém do Pará, no estado brasileiro do Pará.
A escola foi campeã em 2004, quanto a escola, que esteve filiada à LIESGE, homenageou seu bairro, o Telégrafo. Com o enredo "Alô, alô telégrafo responda". Após rebaixamento, foi campeã do Grupo B em 2010, com um enredo que trazia uma homenagem ao Bosque Jardim Botânico Rodrigues Alves.
 Não desfilou em 2011 por discordâncias em relação à Liga.

## Segmentos

### Diretores
| Ano  | Diretor de Carnaval | Diretor geral de harmonia | Mestre de bateria | Ref. |
| ---- | ------------------- | ------------------------- | ----------------- | ---- |
| 2016 |                     |                           |                   |      |
| 2017 |                     |                           |                   |      |

### Coreógrafo
| Ano  | Nome | Ref. |
| ---- | ---- | ---- |
| 2016 |      |      |
| 2017 |      |      |

### Casal de Mestre-sala e Porta-bandeira
| Ano  | Nome                          | Ref. |                                 |
| ---- | ----------------------------- | ---- | ------------------------------- |
| 2016 |                               |      |                                 |
| 2017 | Nando Elegância e Cíntia Luna |      |                                 |
| 2018 | Nando Elegância e Cíntia Luna | 2023 | Moisés Andrade e Jacelis Borges |

### Corte de bateria
| Período | Rainha | Madrinha | Ref. |
| ------- | ------ | -------- | ---- |
| 2016    |        |          |      |
| 2017    |        |          |      |

## Carnavais
| Ano  | Colocação         | Grupo           | Enredo                                                       | Carnavalesco      | Intérprete | Ref   |
| ---- | ----------------- | --------------- | ------------------------------------------------------------ | ----------------- | ---------- | ----- |
| 1975 |                   |                 | A volta da Grande Familia                                    |                   |            |       |
| 1976 |                   |                 | Alvorecer                                                    |                   |            |       |
| 1977 |                   |                 | Saudação ao nosso Estandarte                                 |                   |            |       |
| 1978 |                   |                 | Sorria Amor                                                  |                   |            |       |
| 1979 |                   |                 | Zodíaco                                                      |                   |            |       |
| 1980 |                   |                 | Meu Brasil Brasileiro                                        |                   |            |       |
| 1981 |                   |                 | Imaginação                                                   |                   |            |       |
| 1982 |                   |                 | Faz de conta, esse maravilhoso mundo colorido!               |                   |            |       |
| 1983 |                   |                 | Um Louco delirio, do jeito que o rei mandou                  |                   |            |       |
| 1984 |                   |                 |                                                              |                   |            |       |
| 1985 |                   |                 |                                                              |                   |            |       |
| 1986 |                   |                 |                                                              |                   |            |       |
| 1987 |                   |                 |                                                              |                   |            |       |
| 1988 |                   |                 |                                                              |                   |            |       |
| 1989 |                   |                 |                                                              |                   |            |       |
| 1990 |                   |                 |                                                              |                   |            |       |
| 1991 |                   |                 |                                                              |                   |            |       |
| 1992 |                   |                 |                                                              |                   |            |       |
| 1993 |                   |                 |                                                              |                   |            |       |
| 1994 |                   |                 |                                                              |                   |            |       |
| 1995 |                   |                 |                                                              |                   |            |       |
| 1996 |                   |                 |                                                              |                   |            |       |
| 1997 |                   |                 |                                                              |                   |            |       |
| 1998 |                   |                 |                                                              |                   |            |       |
| 1999 |                   |                 |                                                              |                   |            |       |
| 2000 |                   |                 |                                                              |                   |            |       |
| 2001 |                   |                 |                                                              |                   |            |       |
| 2002 |                   |                 |                                                              |                   |            |       |
| 2003 | Campeã            | Especial        | Porto, Coimbra, Lisboa e Aveiro o Pará Português Por Inteiro |                   |            |       |
| 2004 | Campeã            | Especial        | Alô Alô Telégrafo Responda !                                 |                   |            |       |
| 2010 | Campeã            | Grupo de Acesso | Vamos passear no Bosque                                      |                   |            | [ 3 ] |
| 2011 | Não teve carnaval |                 |                                                              |                   |            |       |
| 2014 | 7º lugar          | Especial        | Brasil: Mostra tuas caras                                    | Bill              |            | [ 2 ] |
| 2015 | 7º lugar          | Especial        | Neste mundo encantado infantil                               | Bill              |            |       |
| 2016 | 6º lugar          | Especial        | Belém de dentro para fora!                                   | Guilherme Repilla |            |       |
| 2017 | Não teve desfile  | Especial        |                                                              |                   |            |       |
| 2018 | 8º lugar          | Especial        | Sorria, Amor (reedição)                                      | Junior Cardoso    |            |       |
| 2019 | 9º lugar          | Especial        | Carajás, O Eldorado é Aqui                                   | Junior Cardoso    |            |       |
| 2020 | 5º lugar          | Grupo de Acesso | Amazônia- O lamento do povo da floresta                      | Junior Cardoso    |            |       |